# 金月真美
金月真美（日语：／ Kingetsu Mami，1965年4月2日—），日本女性配音員、歌手、旁白。出身於兵庫縣明石市。身高156cm。O型血。

## 簡介
本名相同（舊姓：金月）。以前經歷大澤事務所，現在是青二Production所屬。大妻女子大學文學部英文科畢業。童星出身。

## 來歷
從小加入向日葵劇團以兒童演員身份展開自身的演藝生涯。大學畢業後曾經擔任大妻女子大學短期大學部實務英語科的助手。
高中時期由於無法同時顧及學業，因此在經紀公司大澤事務所廣播部門的介紹下，從事旁白解說工作一段時間。直到參加戀愛模擬遊戲《純愛手札》女主角藤崎詩織的配音而一夕之間聲名大噪。在參演《純愛手札》的全盛時期，曾經前往美國東密西根大學留學。
2002年，在自己的官方後援會會報上宣佈已經結婚。
2012年起，與同事務所的同行國府田麻理子組成雙人聲優組合「MK-CONNECTION」。

## 人物
雖然是明石市出身，但是是在埼玉縣春日部市成長，原因是家人從事跑業務的工作，所以自己幾乎不太會講關西方言。然而，在進入演藝界之後，曾在公開簡歷上寫說擅長方言是關西方言，但在當時的回答是“應該可以使用”的狀況，因此在很多情況下讓她覺得困惑。
音樂活動方面，多次以配音角色藤崎詩織的名義發行過系列的CD，在這之中還翻唱了「別放棄你的夢想」（原唱者：岡村孝子）（經由岡村的翻唱版本再翻唱，原唱者：來生孝夫）、「You're My Only Shinin' Star」（原唱者：中山美穗）、「Twilight Avenue」（原唱者：Stardust Revue）等等。
童星時期也是寶塚歌劇團粉絲。
興趣：穿和服、聲樂演奏。特長：英語、韓語、草裙舞、日本舞。

## 演出
粗體字表示主要角色。

### 電視動畫
1976年
- 妖怪傳 貓目小僧（加代子）

1981年
- 漫畫水戶黃門（童星）

1994年
- BLUE SEED（神林禮子）

1995年
- 怪盜Saint Tail（咲子、女學生）

1998年
- BURN-UP EXCESS（川崎麻希）
- 餓沙羅鬼（米哈爾）
- 女棒甲子園（冰室泉[8]）
- 在夢中相遇（日语：夢で逢えたら (漫画)）（潮崎渚）

1999年
- 金田一少年之事件簿（美浦繪美理）
- 極道君漫遊記（日语：ゴクドーくん漫遊記）（女體化的）
- 神八劍傳（日语：神八剣伝）
- 星界的紋章（菲格達克佩·穆伊尼修）
- 天使不設防！（忍老師）

2000年
- Sci-Fi HARRY（日语：Sci-Fi HARRY）（瑪莉）
- 警車奇戀（日语：ピポパポパトルくん）（桃子、蕾蒂、胡桃、老奶奶、由香里、小女孩 等）
- 爆裂戰士戰藍寶（露納莉雅）
- ONE PIECE（聖誕節小姐、波妮）

2001年
- 光劍星傳EX（塞麗奴·茱莉絲）
- RUN=DIM（紺野伊杏、小泉理惠）

2002年
- 阿倍野橋魔法商店街（朝比奈文子）
- 幻魔大戰 神話前夜之章（日语：幻魔大戦 神話前夜の章）
- 十二國記（慶國秋官長）
- 花田少年史（哈密瓜）
- 巴狼1號 (2002年版)（濱田老師）
- 名偵探柯南（野島榮子）

2003年
- 機甲露寶（艾利克斯的母親）
- 名偵探柯南（小島由貴）

2004年
- 馳風競艇王V（日语：モンキーターン (漫画)）（櫛田千秋）
- 妄想代理人（導師）
- 熱拳本色1（河井貴子）

2005年
- 槍與劍（艾麗娜）
- SoltyRei（納塔莉·羅曼）
- 蜜桃女孩（安芸操）
- 黏黏妖美少女（藤村丸子[9]）
- 蠟筆小新（明美、萌皮諾媽媽王妃）

2006年
- 真仙魔大戰（白雪、化魔）
- 莉莉和青蛙和(弟弟)（日语：リリとカエルと(弟)）（媽媽）
- 妖怪人間貝姆 (2006年版)（サッキュバス）
- 熱拳本色1 日美決戰篇（河井貴子）

2007年
- 鬼太郎 (第5作)（白鬼髪）
- 地獄少女 二籠（邊見蘭）
- 飛天小女警Z（子）
- 電腦線圈（小此木優子的母親〈小此木靜江〉）
- 旁邊的兒童 我的火腿組（日语：はたらキッズ マイハム組）（大神霧子）
- 名偵探柯南（木俣泉、秋本靖代）

2008年
- 海馬（拉瑪）
- 鬼太郎 (第5作)（二口女）
- 魔法使的條件 ～夏日天空～（桃園風音）
- 名偵探柯南 （伊莉娜・帕默）

2009年
- 源氏物語千年紀 Genji（年輕女子）

2010年
- 哆啦A夢 (水田山葵版)（女子A）
- 名偵探柯南（砂川七惠）
- 熱拳本色1 影道篇（河井貴子）

2011年
- 異國迷宮的十字路口 The Animation（婦人）
- SKET DANCE（笛吹和義的母親）

2013年
- 名偵探柯南（兒玉春惠）

2014年
- 諸神的惡作劇（草薙結衣的母親）

2015年
- VENUS PROJECT -CLIMAX-（老師[10]）
- 名偵探柯南（冰室涼子）

2016年
- 櫻桃小丸子 (第2期)（城崎姬子的母親）

2018年
- 麵包超人（秋葵妹妹〈第2代〉）
- ONE PIECE（絲媞希、夏洛特·肯珀特）
- 軒轅劍·蒼之曜（百里貞[11]）

2020年
- 名侦探柯南（银座的酒吧老板娘）

### 電影動畫
- 極速戰警eX-D the movie（日语：エクスドライバー）（2002年，風間玲）
- ONE PIECE：阿拉巴斯坦戰記 沙漠王女與海賊們（2007年，聖誕節小姐）
- 名偵探柯南：戰慄的樂譜（2008年，山根紫音[12]）

### OVA
1992年
- 世界之光 親鸞聖人（日语：世界の光 親鸞聖人）（覺信尼）

1997年
- 學校幽靈6 最終章（美咲的旁白）

1998年
- 危險調查員（克萊兒）
- 在夢中相遇（日语：夢で逢えたら (漫画)）（潮崎渚）

1999年
- 純愛手札（藤崎詩織）

2000年
- 極速戰警eX-D（日语：エクスドライバー）（風間玲）
- 炎之迷宮（日语：炎のらびりんす）（嘉莉·懷特）

2004年
- INTERLUDE（日语：インタールード (ゲーム)）（丸藤泉美）
- Re:甜心戰士（鈷藍爪[13]）

2005年
- 伊里野的天空、UFO的夏天（草壁）

2008年
- 少女的秘密心事（三枝綠）

### 網路動畫
- 名偵探柯南 vs Wooo（2011年，主持人）
- 美少女戰士Crystal（2014年，女講師·妖魔）

### 遊戲
1994年
- 大盜五右衛門3 獅子重祿兵衛的萬字固機關（日语：がんばれゴエモン3 獅子重禄兵衛のからくり卍固め）（詩織）
- 純愛手札（藤崎詩織）

1996年
- 皇家騎士團（狄妮芙・洛芙／雪莉·弗里尼）
- 純愛手札 對戰方塊
- 純愛手札 Private Collection
- 偶像聲音精選 ～Pool Bar Story～（金月真美〈本人飾演〉）
- MA-RI-A 人形館（惠美利）
- G（奧村杏里）

1997年
- Other Life Azure Dreams（日语：アザーライフ アザードリームス）（賽爾菲·羅德）
- Queens Road（拉芬·奧拉西翁）
- 天外魔境 第四默示錄（日语：天外魔境 第四の黙示録）（艾莉莎）
- 純愛手札 Selection 藤崎詩織
- 純愛手札 對戰泡泡
- 純愛手札Drama Series Vol.1 虹色青春（藤崎詩織）
- Paro Wars（日语：パロウォーズ）（貝里兒）
- 瑪莉的鍊金工房 ～薩爾博格之鍊金術士～（歐拉·奎爾、弗蕾兒·申克）

1998年
- 鍊金術士艾莉2（弗蕾兒·申克）
- 鍊金術士瑪莉Plus（歐拉·奎爾、弗蕾兒·申克）
- 金田一少年之事件簿 ～星見島 悲哀的復仇鬼～（立花麻衣）
- 純愛放學後 來回答問題吧☆
- 純愛手札Drama Series Vol.2 彩之戀曲（藤崎詩織）
- REAL BOUT 餓狼傳說2（日语：リアルバウト餓狼伝説）（李香緋）

1999年
- élan（理子）
- 央華封神 ～央華綻放時～（日语：央華封神RPG）（來星晶）
- 餓狼傳說 WILD AMBITION（日语：餓狼伝説 WILD AMBITION）（李香緋）
- 格鬥天王'99（李香緋）
- ON AIR FINAL
- 純愛手札Drama Series Vol.3 啟程之詩（藤崎詩織）
- 純愛手札POCKET 文化篇／運動篇（藤崎詩織）
- （夏蓉／碧兒塔·阿爾曼）
- Boys Be… 2nd Season（南館菜穗）
- （萌萌）

2000年
- 酷酷卡通遊（日语：COOL COOL TOON）（由沙）
- 格鬥天王2000（李香緋）[注 2]
- （羅西提·杉山）

2001年
- （鷹峰翔子）
- 格鬥天王2001（李香緋）
- 混沌世代（日语：ジェネレーションオブカオス）（羅潔）
- 純愛手札2 Substories ～Memories Ringing On～（日语：ときめきメモリアル2 Substories）（藤崎詩織〈客串〉）
- 松本零士999 ～Story of Galaxy Express 999～（日语：松本零士999 〜Story of Galaxy Express 999〜）（淺田美和子）

2002年
- Tomak ～Save the Earth～ Love Story（日语：Tomak〜Save the Earth〜Love Story）（黛薩瓦）
- NINJA ASSAULT（日语：ニンジャアサルト）（琴姬）
- ONE PIECE 偉大航路之爭！2（日语：ONE PIECE グランドバトル! 2）（聖誕節小姐）
- 愛★殺球！（日语：ラブ★スマッシュ!）（泰齊利亞·羅斯林根）
- Reveal Fantasia ～瑪莉艾露路與妖精物語～（日语：リーヴェルファンタジア〜マリエルと妖精物語〜）（蕾貝卡）

2003年
- INTERLUDE（日语：インタールード (ゲーム)）（丸藤泉美）
- （妮娜·加納修）
- 愛★殺球！5 ～網球機器人大作亂～（日语：ラブ★スマッシュ!5 〜テニスロボの反乱〜）（泰齊利亞·羅斯林根）

2004年
- 決戰III（阿瑪麗亞、阿勝、阿市）
- 十二國記 -顯赫的王道 紅綠的羽化-（日语：十二国記 -赫々たる王道 紅緑の羽化-）（琳蘭、秋官長）
- 新天魔界混沌世代IV（羅潔）
- 星艦水手（日语：ふらせら）（庫莉耶）
- 馳風競艇王V（日语：モンキーターン (漫画)）（櫛田千秋）

2005年
- 新紀幻想 聖魔之魂II（日语：スペクトラルソウルズ）（羅潔、奈微爾）
- ONE PIECE 偉大航路之爭！RUSH（日语：ONE PIECE グラバト! RUSH）（聖誕節小姐）

2006年
- 少女戀愛革命★Love Revo!!（日语：乙女的恋革命★ラブレボ!!）（東條百合香）
- NINETY-NINE NIGHTS（エスペラータ）

2007年
- 混沌世代慾望（羅潔）
- 無雙OROCHI（妲己）

2008年
- 交響曲傳奇 -拉塔特斯克的騎士-（艾莉斯）
- 無雙OROCHI 蛇魔再臨（妲己）

2009年
- 無雙OROCHI Z（妲己）
- 格鬥天王2002UM（李香緋）
- 人中之龍3（裕子）

2010年
- 少女戀愛革命★Love Revo!! Portable（東條百合香）

2011年
- 少女瘋狂大射擊 Excellent！（日语：オトメディウス エクセレント!）（第6關魔王·藤崎詩織）
- 時空幻境 世界傳奇 閃耀神話3（日语：テイルズ オブ ザ ワールド レディアント マイソロジー3）（原創角色·）
- 無雙OROCHI 2（妲己）

2012年
- ONE PIECE ROMANCE DAWN 冒險的黎明（日语：ワンピース ROMANCE DAWN 冒険の夜明け）（聖誕節小姐）

2013年
- 時空幻境 交響曲傳奇 同音包（日语：テイルズ オブ シンフォニア ユニゾナントパック）（艾莉絲）

2016年
- 高圓寺女子足球3（日语：高円寺女子サッカー）（北大路彌生）

2018年
- 無雙OROCHI 3（妲己）
- 轟炸少女（藤崎詩織）

2019年
- 格鬥天王：全明星（李香緋）

### 外語配音

#### 電影／電視影集
| 作品年份 | 作品名稱            | 配演角色                                   | 演員            | 媒介                |
| -------- | ------------------- | ------------------------------------------ | --------------- | ------------------- |
| 1989     | 同根生              | －                                         | －              | －                  |
| 1994     | T愛莉絲的秘密生活   | 艾蓮                                       | －              | NHK教育版           |
| 1997     | 金剛戰士Turbo Movie | 凱瑟琳·‘凱特’·希拉德／粉紅戰士             | 凱瑟琳·蘇瑟蘭   | Super！drama TV頻道 |
| 1997     | 金剛戰士Turbo       | 凱瑟琳·‘凱特’·希拉德／粉紅戰士影之粉紅戰士 | 凱瑟琳·蘇瑟蘭－ | Super！drama TV頻道 |
| 1998     | 最後一擊            | 霍莉                                       | 霍莉·大衛遜     | VHS版本             |
| 1998     | 大學生費莉希蒂      | 露比                                       | 艾咪·史瑪特     | WOWOW版             |
| 2001     | 黑鷹計畫            | 艾莉莎                                     | －              | DVD版本             |
| 2001     | 黑色小夜曲          | 蜜雪兒                                     | －              | VHS版本             |
| 2002     | Space Odyssey       | 凱瑟琳·馬胥                                | －              | VHS版本             |

#### 動畫
- Teddy Bear and Friends（Dixie）

### 特攝影集
- 圓盤戰爭潘基德（日语：円盤戦争バンキッド） 第3話（1976年，日本電視台、東寶）－里江子
- 忍者捕快 第43話（1977年 東京12頻道、東映）
- 小超人甘巴羅（1977年，日本電視台、創英舍）
  - 第9話「見」－採訪人士
  - 第14話、第32話－

### 旁白（電視節目）
- CNN主播的日語解說
- 「MUSIX！（日语：MUSIX!）」（早安少女組。主演的音樂綜藝節目，東京電視台）

### 旁白（廣告）
- 樂敦製藥電視廣告
- 樂天電視廣告
- 科樂美 PCE「純愛手札」電台廣告
- KING RECORD 科樂美唱片 CD廣播劇 「純愛手札」電台廣告
- KING RECORD 科樂美唱片 CD廣播劇「純愛手札 Part.2」電台廣告
- 主婦之友社（日语：主婦の友社）「SEIGURA Vol.10」電台廣告
- 明治製菓電視廣告（1994年）
- 日本信販 「NICOS（日语：NICOS）卡片 骨董屋篇」電視廣告（1994年）
- NISSAN電視廣告（きまこ）
- 吉野家店內廣告廣播
- 日本香堂（日语：日本香堂）電台廣告
- 創價學會「核兵器廢絕」電台廣告（2011年／母貓）
- 出光電台廣告 （2011年／母親）
- 電台廣告（2011年）
- 味之素電台廣告（2011年12月）

### 電視節目
- 現代OTAKU事情（SUN電視台）（1998年）－MC

### 廣播節目
- ES時間 電台的時間（日语：ESアワー ラジヲのおじかん）（東海電台（日语：東海ラジオ放送））
- KAM Come （茨城放送）
- 金月真美 MOONLIGHT LIPS（FM NACK5）
- 金月真美的祈願計畫（日本電台播出、綜合放送（日语：綜合放送）製作）
- 金月真美的moon shine（關西電台）
- （MBS）
- （日本放送）
- 潮崎渚的在夢中相遇（日语：夢で逢えたら (漫画)）（TBS廣播）
- 如此地湛藍…（日语：果てしなく青い、この空の下で…。）（文化放送）
- 100%金月真美（USEN）
- VOICE OF WONDERLAND（JFN）
- 結城比呂與金月真美的東京Lunatic Party（SeY-web （页面存档备份，存于））
- 高圓寺女子足球3 Project 高圓寺女子足球（日语：高円寺女子サッカー）（日本電台）

- CLUB db（日语：CLUB db）
  - （早紀）
  - BURN-UP EXCESS plus（マキ）
- 古本新之輔的降落傘遊激隊（日语：古本新之輔のパラシュート遊激隊）
  - Queens Road（ラフィーネ·オラシオン）
- 更多！純愛手札（藤崎詩織）
- NHK-FM 青春冒險（日语：青春アドベンチャー）（2007年）
- 純愛筆記！（羽衣望都）（『純愛！電台 YUMEGI的高中廣播室（日语：ときメモ!ラジオ ゆめぎの高校放送室）』內）
- 青山二丁目劇場（日语：青山二丁目劇場）「幽靈修行」幽靈
- 花之慶次（2011年，螢）

### 版權CD

#### 歌曲
- NEOGEO GUYS SONG COLLECTION（李香緋）
- 銀河天使（劇中形象歌曲）
- QUEENS ROAD 形象歌曲集
- 況 ～forever with me～ （關卡歌曲）
- 科樂美唱片 主題歌曲精選
- 科樂美唱片 歷代主題歌曲精選
- 純愛手札系列（藤崎詩織）
  - Piano collection 藤崎詩織
  - 純愛手札 FANTASIC 聖誕派對
  - OVA「純愛手札」原聲帶音樂
  - 純愛手札 歌唱精選輯系列
  - 角子機 純愛手札 ORIGINAL SOUNDTRACK

### 廣播劇
- 鍊金術士系列
  - 鍊金術士艾莉2 第1卷（弗蕾兒·申克）
  - 鍊金術士艾莉 Voice Cillection（弗蕾兒·申克）
  - 鍊金術士艾莉 Vocal Cillection 賴斯富勒（弗蕾兒·申克）
  - 鍊金術士瑪莉（歐拉·奎爾）
  - 鍊金術士瑪莉（歐拉·奎爾）
  - 鍊金術士瑪莉 vol.2【】（歐拉·奎爾）
- SNK作品（李香緋）
  - REAL BOUT 餓狼傳說2
  - 格鬥天王'99
  - NEO-GEO DJ Station in 
  - NEO-GEO DJ Station in 
  - NEO-GEO DJ Station2 ～B.O.F.Reterns～
  - SNK Presents NEO-GEO DJ Station Live '98
  - SNK Presents NEO-GEO DJ Station Live '99
- 央華封神（日语：央華封神RPG）（來星晶）
- 餓沙羅鬼見聞錄系列（米哈爾／美加比賣／冉）
- 系列（江上空美）
- 吸血姬美夕 特別廣播劇II（糸川早智子）
- Queens Road外傳 （拉芬·奧拉西翁）
- 系列（早紀）
- MPD PSYCHO SOUND STORY（堵維實果穗）
- The Debut系列
  - The Debut ～Triangle fruits stories～ featuring 金月真美（橘子、花梨、檸檬）
  - The Debut 2 Sweet Jam Session featuring 金月真美
- 少年魔法士（日语：少年魔法士） -破幻之眼- 系列（女騎士）
- 光劍星傳EX系列（塞麗奴·茱莉絲）
- 超兄貴
  - 超兄貴（桃）
  - 超兄貴Show（女招待員 等）
- 純愛手札系列（藤崎詩織）
  - disc collection Diarys 藤崎詩織
  - disc collection Diarys Special Vol.3
  - 純愛手札 ［系列］
  - 純愛手札 旅程之詩 so long
  - 純愛手札 虹色的青春 forever
  - 月刊純愛手札 ［系列］
  - 廣播劇CD Tokimemo！(羽衣望都)
- 華麗的機會（日语：チャンス〜トライアングルセッション〜）'99系列（夫人Q）
- age（森彩音）
- 淘氣的男孩（泰世的母親）
- 在這片無盡的藍天之下…。（日语：果てしなく青い、この空の下で…。）系列（瀨能英里子）
- BURN-UP EXCESSplus系列（川崎麻希）
- 廣播劇CD（羅西提·杉山）
- 原聲廣播劇（夏蓉）
- 女棒甲子園（冰室泉）
- 原聲廣播劇（波普莉、影普莉、夏伊娜）
- Boys Be…／講談社雜誌CD書 Boys Be…（堀川美里）
- 魔法少女陸戰隊（日语：魔法の海兵隊員ぴくせる☆まりたん）系列（女王）
- 在夢中相遇（日语：夢で逢えたら (漫画)）系列（潮崎渚）
- RAMBLE FISH系列（稻杜楓）
- 哥哥CD Advance（日语：おにいちゃんCD）
- DRAMATIC CD「World's end（日语：World's end）」系列（露露提亞·加奈特）

#### 獨立作品等
- 金月真美的幻想夜話
- 金月真美的Story Telling
- 金月真美的MOONLIGHT LIPS
- SEIGURA CD Vol.2
- SEIGURA CD Best Vocal Collection
- SEIGURA Special CD '97
- 紅屋25時 ～主菜是個謎～ 1
- KONAMI ALL STAR FESTA '97
- Vol.3
- Vol.4
- 廣播站EX1 金月真美的MoonShine
- VINTAGE
- Kiss
- 麻績KAORI的聲優島
- CD書 輕而易舉的韓語會話

## 音樂作品

### 單曲
| 枚數 | 發行日期       | 單曲名稱（日文名稱）               | 規格編號 | 最高名次 |
| ---- | -------------- | ---------------------------------- | -------- | -------- |
| 1st  | 1995年11月22日 | 更多！更多！心跳不已（！）         |          | 第44名   |
| 2nd  | 1996年3月23日  | 告白                               |          | 第45名   |
| 3rd  | 1996年7月24日  | 夏少…                              |          |          |
| 4th  | 1996年9月21日  |                                    |          |          |
| 5th  | 1997年1月1日   | Love is the one thing in your life |          |          |
| 6th  | 1997年5月21日  |                                    |          |          |
| 7th  | 1997年12月3日  | SHOW TIME                          |          |          |
| 8th  | 1998年7月24日  |                                    |          |          |
| 9th  | 1998年10月9日  | Dreams ～夢街                      |          |          |
| 10th | 1999年12月18日 | Twilight Avenue                    |          |          |
| 11th | 2000年6月16日  | 真夏之門（真夏扉）                 |          |          |
| 12th | 2001年6月27日  | 去君…                              |          |          |

### 專輯
| 枚數 | 發行日期       | 專輯名稱（日文名稱） | 規格編號 | 最高名次 |
| ---- | -------------- | -------------------- | -------- | -------- |
| 1st  | 1996年4月24日  | 心跳不已             |          |          |
| 2nd  | 1996年11月21日 | catchy               |          |          |
| 3rd  | 1997年7月24日  | Summer Break（）     |          |          |
| 4th  | 1998年2月4日   | K-BRAND              |          |          |
| 5th  | 1998年10月23日 | Touch and Go         |          |          |
| 6th  | 1999年2月5日   | From the Bests…      |          |          |
| 7th  | 2000年9月16日  | Hibiscus（ハイビスカス）         |          |          |
| 8th  | 2001年3月7日   | VINTAGE              |          |          |
| 9th  | 2001年12月29日 | Love Clue            |          |          |
| 10th | 2002年12月6日  | Live the Best        |          |          |
| 11th | 2004年12月22日 | 寶物（たからもの）             |          |          |
| 12th | 2009年4月2日   | Mana                 |          |          |
| 13th | 2015年4月2日   | Rainbow              |          |          |

### 聲優組合「MK-CONNECTION」作品
| 枚數 | 發行日期       | 專輯名稱（日文名稱） | 規格編號  | 最高名次 |
| ---- | -------------- | -------------------- | --------- | -------- |
| 1st  | 2012年6月27日  | MK-CONNECTION Mk-I   | TSCM-0003 |          |
| 2nd  | 2012年11月21日 | MK-CONNECTION Mk-II  | TSCM-0007 |          |

#### 角色歌曲
1996年
- 告訴我 Mr. Sky／與風同行

1997年
- 我的甜蜜情人節（2月14日）
- 風（6月21日）
- 不終止的回憶／不要停止（9月26日）
- Memories（11月6日）

1998年
- 再吻一次吧／在夢中擁抱（3月4日）
- 愛教（4月1日）
- ／WINGS（4月21日）
- Say Hello！（5月22日）
- PASSIONATE DAYS（6月20日）

1999年
- 幸福的想像（3月5日）
- 風之扉（4月2日）
- The Debut -TRIANGLE FRUITS-（8月30日）
- 想要在一起／風在胸中（11月3日）
- 永遠陪著你（12月3日）

2001年
- VINTAGE（3月7日）
- The Debut2 Sweet Jam session（7月25日）

2002年
- 藤崎詩織形象歌曲集 給重要的你（日语：藤崎詩織イメージソング集 たいせつな君へ）（2月14日）

## 其它

### 書籍
- 金月真美寫真集 （1997年1月）
- 金月真美寫真集 ～Summer break～

## 相關人物
- 傻鵬鬼塚（日语：バカボン鬼塚）（金月所屬大澤事務所時期的同僚。由於經常一起主持廣播節目，所以也是好友）
- 冰上恭子
- 長澤由利香

## 腳註

## 外部連結
- Mami Kingetsu Official WebSite "mamira" （页面存档备份，存于） （日語）－金月真美的後援會官網。
- 金月真美｜青二Production[] （日語）
- MOST Company （页面存档备份，存于）官方網站 （日語）－所屬唱片公司官網。
- 優希比呂與金月真美的東京Lunatic Party （页面存档备份，存于） （日語）－網路電台節目官網。